# Jeroen Noomen
Jeroen Noomen (* 14. April 1966 in Baarn, Niederlande) ist ein niederländischer Schachspieler. Er gilt als einer der führenden Experten auf dem Gebiet der Eröffnungstheorie, speziell im Zusammenhang mit Computerschach.
Jeroen Noomen befasst sich seit 1979 intensiv mit dem Computerschach. Er ist bekennender und leidenschaftlicher Sammler von Schachcomputern. In der Vergangenheit arbeitete er mit Ed Schröder, dem Entwickler des Schachprogramms Rebel, zusammen und half ihm bei der Analyse zahlreicher gespielter Computer-Partien sowie der Erstellung eines Eröffnungsbuchs für Rebel, das im Jahr 1992 Computerschach-Weltmeister wurde.
Aktuell hat Jeroen Noomen ein Eröffnungsbuch für das Schachprogramm Rybka entwickelt, das er speziell auf dessen Spielweise optimiert hat.